# Edmund Czihak

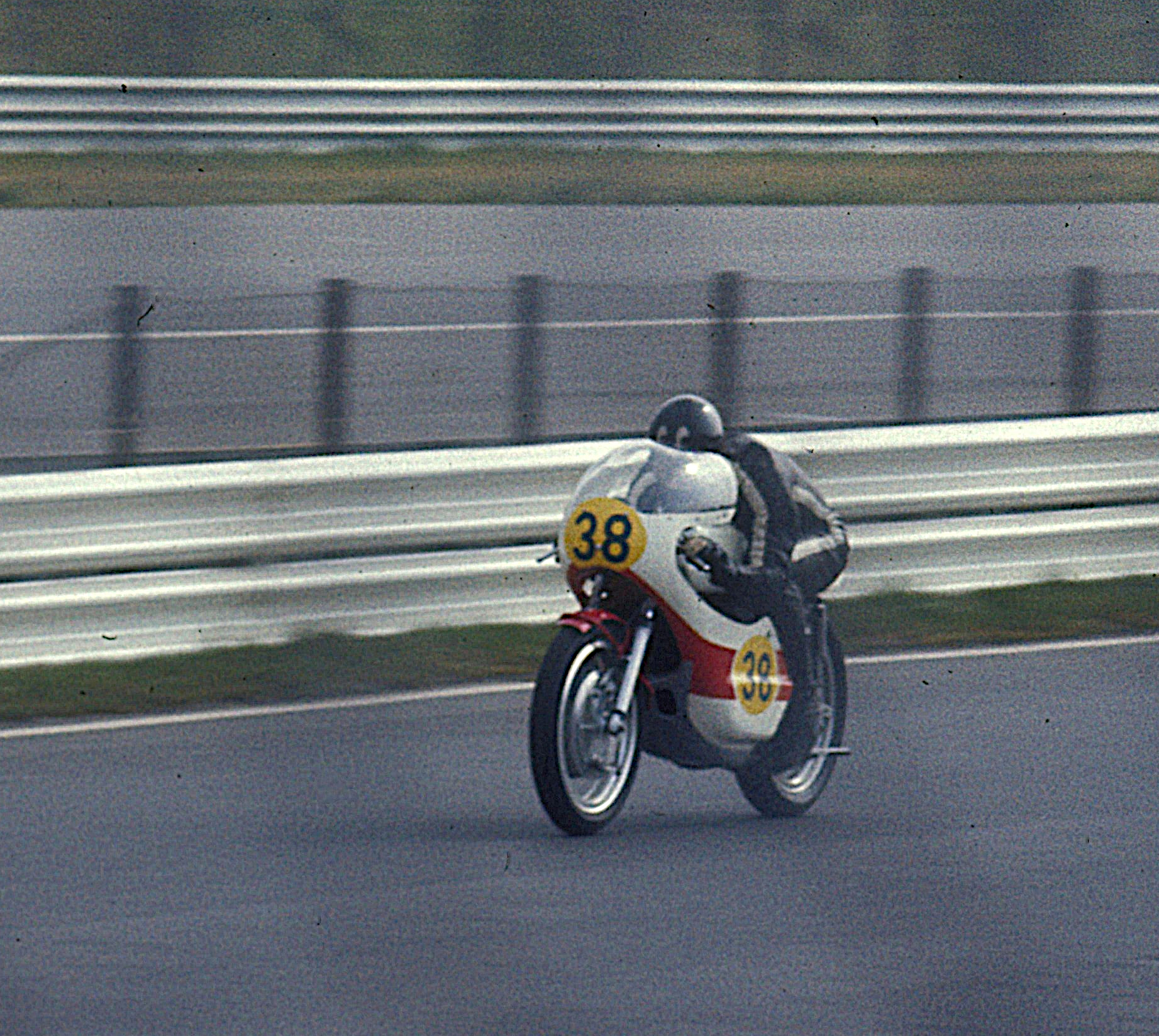
Edmund Czihak tijdens de Grand Prix van Duitsland 1974.

Edmund Czihak (20 juni 1944) is een Duits voormalig motorcoureur. Hij is eenmalig Grand Prix-winnaar in het wereldkampioenschap wegrace.

## Carrière
Czihak is voornamelijk bekend vanwege zijn optreden in het wereldkampioenschap wegrace. In 1974 ging hij in zijn thuisrace van start in de 500 cc-klasse op een Yamaha. Deze race werd door alle reguliere coureurs geboycot, omdat zij de Nürburgring Nordschleife te gevaarlijk vonden. Hierdoor kwamen enkel een aantal thuisrijders aan de start. Czihak bleek de sterkste van deze coureurs en schreef de race op zijn naam; hij werd hiermee de eerste, en anno 2022 enige, Duitser die een race in de hoogste klasse van het WK won.
Na zijn zege reed Czihak in 1975 in nog twee Grands Prix in de 500 cc op een König. In Oostenrijk werd hij achttiende, terwijl hij in Duitsland als negentiende eindigde. Korte tijd later beëindigde hij zijn motorsportcarrière.